# 龍發威
《龍發威》，為1985年趙中興執導之台灣武打電影，新亞電影出品。

## 電影內容
叛出師門的童虎（高飛飾）為取得師門密藏之寶劍，率弟子夜闖師門。童虎雖成功擊敗師門眾多子弟，得知寶劍所在，卻苦於藏寶處需七星甲焉能開啟之門。七星甲的持有者馬奶奶（趙岡生飾）為一武術高手，惟其孫小狗子（孫國明飾）自幼因祖母的寵愛呵護而在武術方面並無深究。但在受到久別重逢的青梅竹馬虎妞（鄒美儀飾）的強勢態度、和慘敗於為奪七星甲而來的童虎徒弟下，小狗子始體認到自己應致力於武學。於是在馬奶奶的安排下，小狗子帶著七星甲，投靠師伯苟不理（梁家仁飾）學習武藝。
一日，小狗子與苟不理回村探望馬奶奶，發現馬奶奶早已喪生於上門奪甲的童虎一行之手。童虎等更向小狗子二人出手，欲奪得七星甲；幸在苟不理幫助下，兩人全身而退。回到苟不理居所後，小狗子立誓將勤加練武，必為馬奶奶報仇……

## 人物角色
| 角色名稱 | 演員   | 備註             |
| -------- | ------ | ---------------- |
| 小狗子   | 孫國明 | 馬奶奶之孫       |
| 苟不理   | 梁家仁 | 馬奶奶師兄       |
| 童虎     | 高飛   |                  |
| 馬奶奶   | 趙岡生 | 苟不理師妹       |
| 虎妞     | 鄒美儀 | 小狗子的青梅竹馬 |
|          | 楊雄   | 童虎徒弟         |
|          | 沈徵維 | 童虎徒弟         |
|          | 金龍   | 童虎師兄         |
|          | 陳金海 | 廚子             |
|          | 林光榮 | 流氓             |
|          | 高振鵬 | 村長             |
| 梁山伯   | 閻浩   |                  |
|          | 岑潛波 |                  |
|          | 虞金寶 |                  |
|          | 李祖榮 |                  |
|          | 褚殿武 |                  |

## 外部連結
- 龍發威[永久]，〈臺灣電影網〉
- 開眼電影網上《龍發威》的資料（繁體中文）
- 香港影庫上《龍發威》的資料（繁體中文）
- 时光网上《龍發威》的資料（简体中文）
- 豆瓣电影上《龍發威》的資料 （简体中文）
- 爛番茄上《龍發威》的資料（英文）
- AllMovie上《龍發威》的资料（英文）
- 互联网电影数据库（IMDb）上《龍發威》的资料（英文）